# Thestor petra
Thestor petra är en fjärilsart som beskrevs av Terence Dale Pennington 1962. Thestor petra ingår i släktet Thestor och familjen juvelvingar. Inga underarter finns listade i Catalogue of Life.